# Christian Scherer

Christian Scherer, Foto (um 1910)

Christian Heinrich Scherer (* 24. August 1859 in Cassel; † 15. August 1935 in Braunschweig) war ein deutscher Kunsthistoriker.

## Leben
Christian Scherer studierte zunächst ab 1881 Klassische Archäologie und Kunstgeschichte an der Universität Berlin. 1885 wurde er in Göttingen mit einer Dissertation über die Statuen der antiken Olympiasieger promoviert. Anschließend war er als Volontär am Berliner Antiquarium tätig. Ab 1888 war er Hilfsbeamter und von 1895 bis 1924 schließlich Museumsinspektor am herzoglichen Museum in Braunschweig.
Er war Mitarbeiter an Roschers Ausführlichem Lexikon der griechischen und römischen Mythologie sowie am Allgemeinen Lexikon der Bildenden Künstler von der Antike bis zur Gegenwart.
Seine Tochter Mechthild (* 23. August 1897 in Braunschweig) studierte ebenfalls Kunstgeschichte und wurde 1922 an der Universität Freiburg bei Hans Jantzen promoviert. Sie wurde Leiterin der Staatlichen Bildstelle Berlin.

## Schriften (Auswahl)
- De Olympionicarum statuis. Dissertation. Dieterich, Göttingen 1885 Digitalisat
- Technik und Geschichte der Intarsia. Weigel, Leipzig 1891 Digitalisat mit Einzelseiten als jpg = (mit Download des ganzen Bandes)
- Die Porzellansammlung des Schlosses Wilhelmsthal bei Kassel. (Zeitschrift des Vereins für Hessische Geschichte und Landeskunde : ZHG ; NF,17 und Separatum Freyschmidt, Kassel 1892) Digitalisat
- Studien zur Elfenbeinplastik der Barockzeit. Heitz, Strassburg 1897 (Digitalisat).
- Elfenbeinplastik seit der Renaissance. Seemann, Leipzig 1903 (Digitalisat).
- Das Fürstenberger Porzellan. Reimer, Berlin 1909 Digitalisat
- Braunschweiger Fayencen. Verzeichnis der Sammlung Braunschweiger Fayencen im Städtischen Museum zu Braunschweig. Appelhans, Braunschweig 1929 (Digitalisat).
- Die Braunschweiger Elfenbeinsammlung. Katalog der Elfenbeinbildwerke des Herzog Anton Ulrich-Museums in Braunschweig. Hiersemann, Leipzig 1931 (Digitalisat).